# Петерсен, Ким
Ким Сигманн Петерсен (дат. Kim Sigmann Petersen, род. 8 февраля 1981) — датский профессиональный велогонщик, трёхкратный чемпион Дании по велокроссу (2002, 2004, 2005), консультант по развитию команд и организаций.

## Карьера
С марта 1995 по февраль 1996 года Ким Сигманн Петерсен выступал в составе молодёжной сборной Дании по плаванию.
С октября 1995 по февраль 2004 года он участвовал в соревнованиях по велокроссу и маунтинбайку в составе сборной Дании по велоспорту.
С марта 2000 по сентябрь 2000 года — член юношеской сборной Дании по триатлону.
После окончания активной спортивной карьеры, с сентября 2004 до июля 2007 года Ким Петерсен работал продавцом в компании WeBike. В этот же период он получил степень бакалавра в университете Южной Дании в области спортивно-оздоровительного образования.
C июня 2007 по октябрь 2010 года — персональный тренер в AimHigh. Занимался планированием индивидуальных спортивных выступлений. Проводил лекции по совершенствованию велосипедных навыков (физических, технических, тактических, ментальных). В этот же период продолжил образование в университете Южной Дании, получив в 2013 году степень магистра в области спорта и здоровья со специализацией в спортивной психологии по теме «среда развития талантов мирового класса», а впоследствии он получил степень магистра в области организационной психологии с темой «организационные психологические предпосылки для достижения мирового класса в командах».
С августа 2007 по октябрь 2018 года — учитель, школы сети Oure Sport & Performance. Занимался преподаванием и развитием в следующих областях: развитие команды, социализация и организация, физическая культура, развитие талантов, основы биомеханики, физическое тестирование, плавание, фридайвинг, горный и шоссейный велосипед, каякинг и приключенческие гонки. В августе 2007 года в партнёрстве с Эсбеном Груннетом Хансеном, организовал компанию Grunnet & Sigmann, в которой выступает в роли консультанта. Компания занимается развитием организационной культуры, проведением сложных аттестаций на рабочем месте.
В январе 2008 года организовал компанию MotivX, директором и инструктором которой являлся по состоянию на конец мая 2024 года. Компания занимается развитием команд посредством культурного и группового психологического образования.
С апреля 2010 по август 2011 года — тренер сборной Дании по подводному регби, вошедшей в пятёрку лучших на чемпионате мира 2011 года.
С мая 2014 по февраль 2019 года — тренер сборной Дании по велокроссу под эгидой Велоспортивного союза Дании. C 2017 по 2019 годы прошёл обучение в университете Роскилле, где получил степень магистра в области психология организаций.
С декабря 2020 года является менеджером проектов.

### Достижения

#### Велокросс
1998
 Чемпионат Дании среди юниоров
19-й на Чемпионате мира среди юниоров
1999
 Чемпионат Дании среди юниоров
32-й на Чемпионате мира среди юниоров
2000
177-й в мировом рейтинге UCI
58-й в Таборе
2001
3-й на Чемпионате Дании, U23
37-й в Вортегем-Петегеме
2002
 Чемпионат Дании
 Чемпионат Дании, U23
52-й в Херлене
45-й на Чемпионате мира, U23
23-й на Гран-при Грёнендаль, U23
2-й в Фредерисии
51-й во Франкфурте-на-Майне
2-й в Вейене
2003
3-й на Чемпионате Дании, U23
52-й в Турине
43-й в Санкт-Венделе
2004
 Чемпионат Дании
1-й в Орхусе
1-й в Варде
2005
2-й в Хаммеле
 Чемпионат Дании
3-й в Тённере
3-й в Варде
2006
2-й в Миддельфарте
2-й в Силькеборге

#### Маунтинбайк
1999
Чемпионат стран Северной Европы среди юниоров
 Чемпионат Дании среди юниоров
2001
3-й на Чемпионате Дании

## Личная жизнь
Ким живёт недалеко от Свеннборга со своей женой и двумя детьми.